# حديث المنزلة
حديث المنزلة حديث نبوي يستند عليه الشيعة مع مجموعة من الأحاديث الأخرى في ما يعدونه أحقية علي بن أبي طالب في الخلافة بعد وفاة الرسول محمد وينص الحديث على «أنت مني بمنزلة هارون من موسى إلا أنه لا نبي بعدي»؛ يستفيد الشيعة بموجب هذا الحديث على أن عليا كان له جميع المنازل التي كانت لهارون في بني إسرائيل - إلا النبوة- لأن لفظ الحديث عام،والاستثناء (إلاّ أنّه لا نبيّ بعدي) يؤكّد أيضاً هذه العموميّة، وحسب المصادر الشيعية فإن الرسول أدلى بهذا الحديث في يوم المؤاخاة ويوم بدر ويوم فتح خيبر وغزوة تبوك ويوم غدير خم وحجة الوداع. ذكر الحديث البخاري والتبريزي في كتابه "مشكاة المصابيح وشمس الدين الشافعي في كتابه "أسنى المطالب" والسيوطي في كتابه "قطف الأزهار المتناثرة في الأخبار المتواترة" وآخرون.

## الروايات المختلفة للحديث

### من كتب السنة
ورد هذا الحديث في مواضع مختلفة في كتب الحديث السنية منها:
- رواية البخاري:

روي عن إبراهيم بن سعد  عن أبيه في صحيح البخاري، كتاب فضائل الصحابة، الحديث 3503: 
| حديث المنزلة | قال النبي صلى الله عليه وسلم لعلي أما ترضى أن تكون مني بمنزلة هارون من موسى | حديث المنزلة |

- رواية مسلم:

روي عن سعد بن أبي وقاص في صحيح مسلم، كتاب فضائل الصحابة، الحديث 2404: 
| حديث المنزلة | خلف رسول الله صلى الله عليه وسلم علي بن أبي طالب في غزوة تبوك، فقال: يا رسول الله تخلفني في النساء والصبيان، فقال: أما ترضى ان تكون مني بمنزلة هارون من موسى غير انه لا نبي بعدي | حديث المنزلة |

- أورده الترمذي بروايات مختلفة في سننه، الأحاديث 3724 و3730 و،3731 كتاب المناقب. ووصفه حسن بالحسن الغريب.
- رواه محمد بن ماجه في سننه، الأحاديث 120 و126، كتاب المقدمة.[3]

## رد علماء السنة
- يقول ابن حجر الهيتمي:

| حديث المنزلة | المراد ما دل عليه ظاهر الحديث أن عليًا خليفة عن النبي مدة غيبته بتبوك كما كان هارون خليفة عن موسي عليه السلام في قومه مدة غيبته عنهم للمناجاة ، وقوله عليه السلام اخلفني في قومي لا عموم له حتى يقتضي الخلافة عنه في كل زمن حياته وزمن موته بل المتبادر منه ما مر أنه خليفته مدة غيبته فقط وحينئذ فعدم شموله لما بعد وفاة موسى عليه السلام إنما هو لقصور اللفظ عنه لا لعزله كما لو صرح باستخلافه في زمن معين ،وأنه قاله لعلي حين استخلفه فقال علي كما في الصحيح أتخلفني في النساء والصبيان كأنه استنقص تركه وراءه فقال له ألا ترضى أن تكون مني بمنزلة هارون من موسى يعني حيث استخلفه عند توجهه إلى الطور إذ قال اخلفني في قومي وأصلح وأيضًا فاستخلافه على المدينة لا يستلزم أولويته بالخلافة بعده من كل معاصريه افتراضًا ولا ندبًا بل كونه أهلا لها في الجملة وبه نقول وقد استخلف في مرار أخرى غير علي كابن أم مكتوم ولم يلزم منه بسبب ذلك أنه أولى بالخلافة بعده.، | حديث المنزلة |